# Avatar Press
Avatar Press är ett amerikanskt serieförlag i Urbana, Illinois, mest känt för publiceringen av Frank Millers tecknade serie om RoboCop och andra serier baserade på filmer och TV-serier. Bland dessa kan nämnas Stargate SG-1, Stargate Atlantis, Motorsågsmassakern, Terror på Elm Street och Fredagen den 13:e. Avatar publicerar även originalverk av serieskapare som Warren Ellis, Garth Ennis, Brian Pulido, Joe R. Lansdale och Alan Moore.